# Таїнства в лютеранстві
Лютеранські таїнства — це священні акти Божественного встановлення. Лютерани вірять, що кожного разу, коли такі обряди здійснюються належним чином з використанням фізичного елемента разом із богонатхненними словами, Бог присутній конкретно в кожному таїнстві разом зі Словом та фізичним елементом. Вони навчають, що Бог постійно пропонує прощення гріхів і вічне спасіння всім, хто приймає таїнства.
Попри те, що лютеранська церква розглядає лише два таїнства, більшість лютеранських течій, як і раніше, практикують «сім» обрядів католицької церкви, хоча вони називаються тільки «обрядами», що не мають того ж сакраментального значення, що навіть стало однією з основних причин розбіжностей між римською церквою та реформатором Мартіном Лютером на початку протестантської Реформації.